# Gianni Gebbia
Gianni Gebbia, né le 1er mai 1961 à Palerme, est un saxophoniste et compositeur italien. Il se produit à la fois en solo et dans des ensembles de free jazz et de musique improvisée.

## Biographie

### Les débuts
Saxophoniste soprano, alto et sopranino autodidacte, Gianni Gebbia est né à Palerme (Sicile) en 1961,. Il fait ses débuts dans les années soixante-dix dans divers groupes siciliens. Petit à petit , il participe aussi à des sessions jam avec des artistes américains de passage et commence à prendre quelques cours avec des artistes comme Bruno Biriaco et Archie Shepp. Il traversee l'Atlantique et en 1979 à New York, débute dans le loft jazz, sous l'influence de saxophonistes comme Julius Hemphill, Oliver Lake, Arthur Blythe et dans le jazz créatif de Sam Rivers. Il a également collaboré avec des musiciens de jazz comme Peter Kowald, Raul Ruiz ou encore Jim O'Rourke.

### Révélation
En 1988, il sort l'album Arabesque qui le rélève pour beaucoup. En 1990, Gianni Gebbia gagne le premier prix du référendum Top Jazz de la revue italienne Musica Jazz. Avec le groupe Shamal (avec Enzo Rao et Glen Velez) et l'album Outland, il mélange les influences moyen-orientales et siciliennes,. À cette époque, il jouait avec son propre groupe nommé soit Gianni Gebbia Group, soit Gianni Gebbia Trio. En 1993, il fonde le projet folk Terra Arsa avec Vittorio Villa et Miriam Palma. Il est le fondateur du label discographique objet-a et organisateur du festival de musique improvisée Curva Minore et d'Anassimandro, un festival de musico-philosophie. Il s'intéresse aussi à partir de ce moment à d'autres arts comme la danse, les arts, le théâtre ou la vidéo et collabore ainsi avec de très nombreux artistes.

### Au Japon
À partir des années 2000 et jusqu'en 2012 il a visité chaque année le Japon pour étudier la méditation zen avec Shodo Harada Roshi de l'école zen Rinzai à Okayama et a dirigé des films sur la relation entre la culture occidentale et le Japon : Asakusa No Brecht (Brecht at Asakusa) en 2010, Nanbanjin (Les barbares du Sud) en 2011 et O’Tama Monagatari (L'histoire de O'Tama) sur la vie de la peintre japonaise O'Tama Kiyohara qui a vécu en Sicile la majorité de sa vie. Gianni Gebbia est considéré comme un des spécialistes de la technique de la respiration circulaire sur le saxophone. 

### Les festivals
Gianni Gebbia a participé à de nombreux festivals comme Banlieues Bleues à Paris, Total Music Meeting à Berlin, Northsea Jazz Festival, le festival de Victoriaville, Bolzano Jazz Summer, Noci Festival, Ruhr Triennale Essen. Gianni Gebbia collabore régulièrement avec le compositeur allemand Heiner Goebbels.

## Discographie
- Augmenta Vol.I-II-III.2018-2019-2020, objet-a
- Gianni Gebbia, Garth Powell, Damon Smith : People in Motion (2016)
- Prospero (2014), objet-a
- Panopticon (2014), objet-a
- Songs from the Colosseum of Your Mind (2012 - 2 volumes), objet-a
- Le Zouave Jacob (2013), objet-a
- Cappuccini Klang 2 (2012), objet-a
- Screaming in Daytime (2012), pfMEMTUM (avec le trio Zen Widow)
- The Melody Book (2011), Terre Sommerse
- Empedocle (2011), Horo
- Solo, Duets, Trio (2010)
- Jòraku 3 (2010)
- Mluk (2010)
- Dell'Incertezza (2009), Geya rec.
- L'edera, Il Colle, E La Nebbia (2009), Setola di Maiale
- Lichens (2007)
- Duets (2006), Setola di Maiale
- The anabaptist loop (2005), Improvvisatore Involontario
- Williamsburg Sonatas (2005), Wallace Rec.
- Arcana Major/Sonic Tarots Session (2002)
- Pronto! (2001), Intakt rec
- People in Motion (1999), Rastascan
- H Portraits (1998), Rastascan
- Postille Nel Tempo (1998)
- Il Libro Degli Eroi (1998), Victo
- Body limits (1996), Splasc(h)
- Terra Arsa (1996), Momus
- Ettna (1993)
- Cappuccini Klang (1992), Splasch
- Outland (1990)[5]
- Zero In Geometria (1990), Soundevent/objet-a
- Body Limits (1990) Splasc(h)
- Arabesques (1988), Splasc(h)
- Gianni Gebbia (1987) Sound Event